# Batocarpus amazonicus
Batocarpus amazonicus là một loài thực vật có hoa trong họ Moraceae. Loài này được (Ducke) Fosberg mô tả khoa học đầu tiên năm 1942.